# Gracilinanus aceramarcae
Gracilinanus aceramarcae e вид опосум от семейство Didelphidae. Видът обитава високопланински тропически гори в Перу и Боливия на надморска височина от 2600 до 3290 m. Храни се с плодове, безгръбначни и малки гръбначни животни. Той е заплашен от загуба на местообитания.